# درخت زندگی (کالبدشناسی)
درخت زندگی (به لاتین: Arbor Vitae) (نامگذاری به علت شباهتش با "درخت زندگی") ماده سفید مخچه‌ای است که به دلیل انشعابات درخت مانندش به این نام، نامگذاری شده‌است. از جهاتی بیشتر شبیه سرخس است که در هر دو نیم‌کره‌های مخچه دیده می‌شود. این ساختار، اطلاعات حسی و حرکتی را با مخچه تبادل می‌کند. درخت زندگی در عمق مخچه قرار دارد. هسته‌های عمقی، دندانه‌ای، کروی، لخته‌ای شکل و شیروانی در درخت زندگی واقع شده‌اند. این چهار ساختار منجر به وابران پرتابی مخچه می‌گردند.